# هارلان اف استون
هارلان اف استون (به انگلیسی:Harlan F. Stone) با نام کامل هارلان فیسک استون (متولد ۱۱اکتبر۱۸۷۴ وفات ۲۲ آوریل۱۹۴۶) یک قاضی آمریکایی بود؛ که در ۳ ژوئن ۱۹۴۱ به عنوان دوازدهمین قاضی ارشد ایالات متحده انتخاب شدو تا زمان مرگش ۲۲ آوریل۱۹۴۶در این پست مشغول به کار بود. وی توسط ˑ:: فرانکلین دلانو روزولت نامزد این پست شد و از مجلس سنا رای گرفت. وی به مدت ۴ سال و۲۹۳ روز قاضی ارشد ایالات متحده بود.